# Fosas comunes de Demianiv Laz
Coordenadas: 48.943075, 24.6685

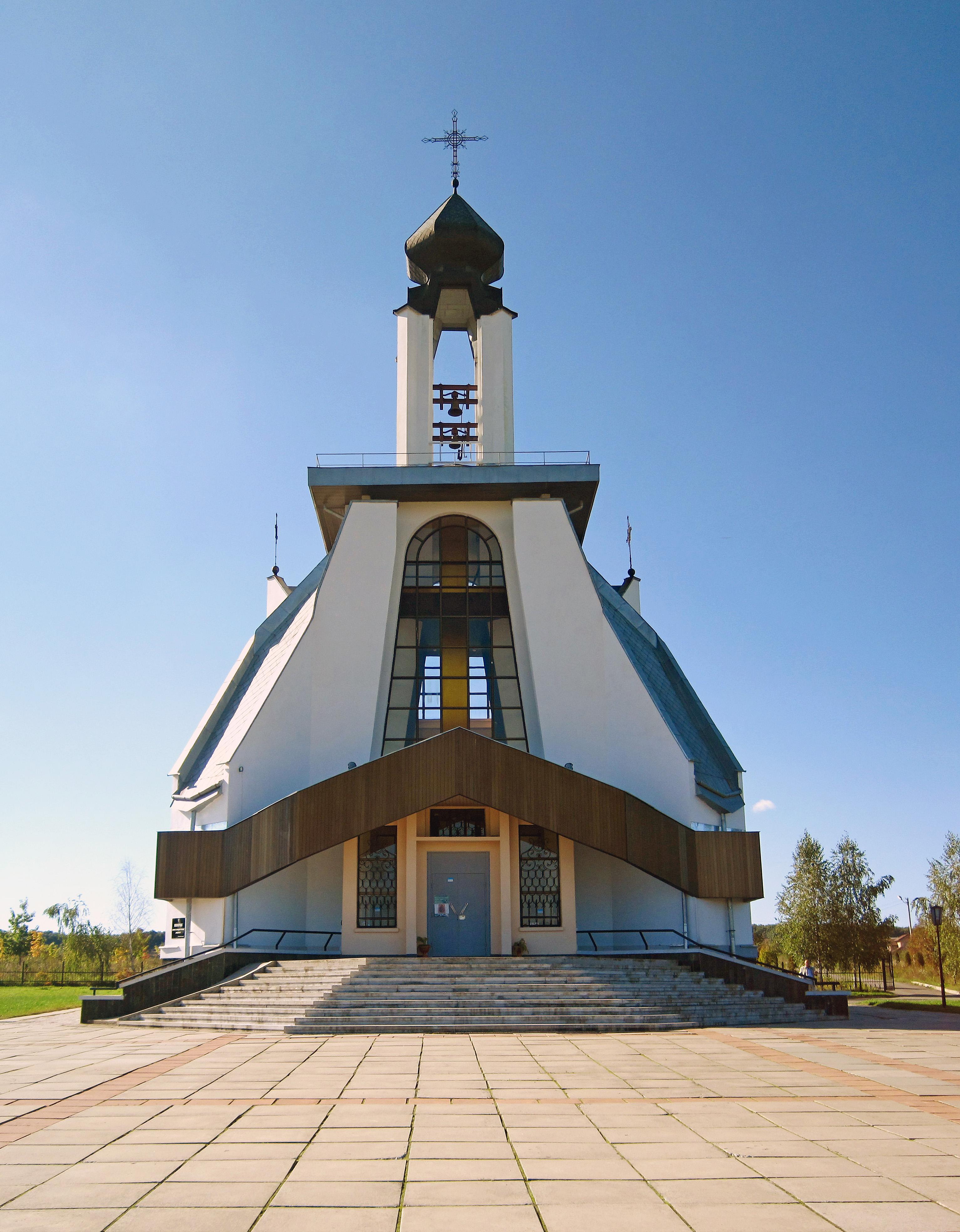
La edificación en memoria de las víctimas, en Demiániv Laz.

Demiániv Laz (en ucraniano: Дем'я́нів Лаз; en polaco: Demianów Łaz) es un lugar de fosas comunes de víctimas de las ejecuciones extrajudiciales cometidas por los soviéticos con ocasión del avance del ejército nazi alemán sobre Stanisławów (hoy Ivano-Frankivsk, en Ucrania) en 1941. Al menos 524 prisioneros polacos (entre ellos 150 mujeres con decenas de niños) fueron fusilados por la NKVD y enterrados en varias fosas comunes, cavadas por los propios prisioneros en un pequeño barranco fuera de la ciudad.
El sitio de la masacre se encuentra en las cercanías de un pequeño pueblo llamado Pasieczna, en la Polonia ocupada por los soviéticos, en una quebrada llamada Demiániv Laz, en las afueras de Stanisławów (Ivano-Frankivsk desde 1962). Algunas de las víctimas fueron asesinadas en la atroz prisión de la NKVD de Stanisławów. Otras fueron conducidas al lugar antes de los asesinatos, con el fin de cavaran las fosas comunes antes de su propia ejecución. 

## Asesinatos
El lugar del asesinato en masa estaba ubicado en las cercanías de un pequeño pueblo llamado Pasieczna en la  Polonia ocupada por los soviéticos, en un desfiladero llamado Demianów Łaz en las afueras de Stanisławów (Ivano-Frankivsk desde 1962). Algunas de las víctimas anteriores fueron asesinadas en la infame prisión de la NKVD en Stanisławów, otras fueron llevadas al lugar antes de tiempo para cavar fosas comunes antes de su propia ejecución.
Entre los ejecutados, la mayoría eran de origen ucraniano y lugareños de la zona y los horrores de estas ejecuciones masivas todavía están presentes en la mente de la Nación hoy. Las fosas comunes de los alemanes y los soviéticos estaban muy cerca unas de otras en Dem'ianiv Laz. Los excavadores pudieron identificar quién era el responsable de cada fosa común por las armas utilizadas en las personas y las marcas que dejaron en los restos. La excavación de los cuerpos mostró que las personas no solo fueron ejecutadas, sino torturadas antes de morir. Ambos partidos apuntaron a un grupo similar de personas: los educados (y sus familias), los rebeldes, los judíos, los homosexuales y los discapacitados. El sitio está marcado por una iglesia donde se lleva a cabo la misa regularmente. Debajo de la Iglesia hay un museo donde los visitantes pueden aprender más sobre la historia del sitio y las personas afectadas.

## Encubrimiento
Durante la Segunda Guerra Mundial, las tumbas fueron descubiertas una primera vez por las fuerzas alemanas. Después de la guerra, en la década de 1960, las autoridades soviéticas intentaron arrasar la zona con el fin de ocultar todos los rastros del crimen. En 1970, a raíz de una emisión de Radio Liberty sobre Demiániv Laz, el aspecto del lugar fue modificado con maquinaria pesada para impedir cualquier intento futuro de excavar en él. El encubrimiento continuó casi hasta el final de la Unión Soviética y así, en 1984 y 1985, el sitio fue aún más recubierto con escombros y restos de varios edificios demolidos.
A pesar de estos esfuerzos, en 1989 los restos de más de 500 hombres, mujeres y niños fueron descubiertos durante una excavación realizada por una rama local de la sociedad Memorial. Sólo 22 víctimas fueron identificadas con sus nombres y todas eran ciudadanos polacos, algunas de etnia polaca y otras de etnia ucraniana. El complejo memorial "Demiániv Laz" fue inaugurado en las proximidades del sitio de la excavación en 1998.
Después de la invasión de 1941 las autoridades alemanas, bajo el mando del SS-Hauptsturmführer Hans Krueger, perpetraron otra matanza contra la intelectualidad polaca, conocida como la masacre de Czarny. Se cometió cerca del pueblo de Pawełcze (Pawelce), a varios kilómetros de distancia. 